# 伯納德·蘭格
伯納德·蘭格（Bernhard Langer，1957年8月27日—）是一位德國職業高爾夫球選手。他曾經排名世界第一位。并且贏得過兩項大滿貫賽事的冠軍：1985年和1993年的美國名人賽。

## 外部連結
- PGA巡迴賽網站上的介紹（页面存档备份，存于）
- 歐洲巡迴賽網站上的介紹